# Alania
Alania là một chi thực vật có hoa trong họ Boryaceae.